# 독일 성매매자보호법
독일 성매매자보호법은 2001년 12월 20일에 제정된, 성매매 합법화와 성매매 종사자들의 권리 보호를 목적으로 하는 법이다. 공식 법령명은 ‘성매매 여성의 법적관계 규정에 관한 법률’이다. 독일은 2001년 성매매자보호법을 새로 제정하고 몇몇 형법 조항들을 개정 및 삭제하여 성매매를 합법으로 인정하는 현행 법률체계를 갖추었고, 이는 2002년 1월부터 효력이 발생하였다.

## 제정 이전 환경[1]
성매매 종사자보호법이 2002년 효력을 발휘하기 이전, 독일에서는 공중도덕에 반하는(offedns good moral order) 법적 거래는 무효라는 민법(Civil Code) 제 138조 1항에 의거 모든 성매매 종사자와 구매자 사이의 계약이 연방 최고 법원(the highest courts of Germany)의 성매매에 대한 판결에 따라, ‘선량한 풍속을 위반하여 인간의 존엄을 해치는 것'으로 간주되었으므로 법적인 효력이 없었다. 이에 따라 성매매 구매자는 종사자가 돈을 받은 이후에도 성행위에 응하지 않으면 소송을 제기할 수 있었던 반면, 종사자는 제공한 서비스에 대하여 정당한 대가를 요구할 권리가 없기 때문에, 포주에 의한 비합법적인 수단을 취할 수밖에 없었다.
또한 성매매 활동이 직업으로 인정받지 못했기 때문에 직접적인 사회 보장 제도의 수혜를 받을 수 없었고, 공적 의료보험, 연금, 고용보험, 수발보험(age insurance) 등에 의무적으로 가입할 수 없었으며, 소득 또한 ‘노동을 통한 소득’이 아닌 ‘기타 소득’으로 인정되었기 때문에, 사회에 기여한다고 인정받지는 못했으나 세금은 매겨졌다.
마지막으로 제 3자에 의한 성매매 장소 제공은 성매매 행위에 대한 지원으로 여겨져 처벌될 수 있었으며, 성매매 종사자 자신의 집도 잃을 가능성이 있었다. 마찬가지로 술집이나 카페를 성매매 종사자들이 접선 장소로 사용한다면, 성매매 행위에 대한 지원으로 여겨져 허가가 취소될 수 있었다.
1999년에 Felicitas Weigmann  여사는 베를린에서 Psst! 라는 카페를 운영하고 있었는데, 이 카페가 고객과 성매매 종사자 사이의 접선 장소로 이용된다는 이유로 허가를 취소당했다. 그러나 그녀는 매춘의 사회적 지위가 변하여 더 이상 부도덕하다고 볼 수 없다고 주장하며 시를 고소했다. 이 주장은 받아들여져 2000년 12월에 법원은 Weigmann 여사의 주장에 동의했고, 이 사건은 2002년 1월에 제정된 성매매 종사자보호법의 전조로 여겨진다.
유명한 주간지 Der Spigel 에선 2001년 5월에 다음과 같은 설문을 했다. “당신 생각에 아직도 매춘이 부도덕한 것으로 취급받아야 합니까?” 라는 질문에 68%는 “아니오”라고 대답했고, 27%는 “네”라고 대답했다. 그리고 5%는 응답하지 않았다. 하지만 앞서 성매매에 관한 도덕적 기준을 제시했던 연방 최고 법원(Fedral Supreme Court)은 성매매를 부도덕한 행동으로 규정지은 이전 판결의 번복을 거부했다.

## 2002년 성매매 종사자의 법적 지위 규정 법안의 통과 과정[4]

### PDS 의 법안과 그 의도
법원에서의 판정번복을 거부하자 Partei des Demokratischen Sozialismus(이하 PDS(민주사회당 - 정당이름)에서 Entwurf eines Gesetzes zur beruflichen Gleichstellung von Prostituierten und anderer sexuell Dienstleister (성매매 종사자와 다른 성 노동자에 대한 전문직과의 동등한 취급 을 위한 법안 초고)를 Bundestag(독일 연방의회)에 제출했다. 이 초고의 목적은 성매매 직종에 대한 차별적 대우를 없애는 것과, 이 법안에 포함된 다른 폭넓은 종류의 성적 서비스의 보급이다. 이 법안은 고객과 성매매 종사자 사이의 계약서가 부도덕으로 여겨져 무효화 되는 일이 없도록 하여, 받지 못한 대금을 돌려받거나 돈을 냈으나 제공받지 못한 서비스에 대해 돈을 돌려받을 수 있도록 독일 민법(Civil Code) 을 바꾸려 했다. 나아가서 성적 서비스를 제공하던 중 상해를 입은 사람이 있다면, 누군가에 의해 의도적으로 받은 상해이거나, 다수의 무시로 인한 경우에 보상을 받을 수 있게 하려 했다. 게다가, 이 성매매 종사자들이 몇몇 고객들에게 성적 서비스를 제공하는 것을 거부할 권리를 가지게 하며, 고용주는 이 성매매 종사자들이 거부할 시 제제를 가하거나 불이익을 주는 것을 금지시켜 성매매 종사자들의 피고용인으로써 법적 지위를 상향시키려 했다.
독일 형법(Criminal Law)에 관하여 이 법안은 제 180a 조항(성매매 행위에 대한 지원)과 181a 조항(포주행위)을 완전히 폐지하는 것 에 목적이 있었다. 이 법안이 효력을 발휘한다면, 이미 일반적인 형법 조항에서 충분한 보호를 받을 수 있기 때문에 성매매에만 폭력과 착취에 대한 특정한 법률 조항이 필요하지 않다고 여겼기 때문이다. 그 외에, 이 직종에 대한 차별적 대우를 없애고 다른 직업들과 같이 정상화하기 위해 성매매 광고의 금지를 풀고, 지방 자치단체에서 성매매 금지 구역(Sperrgebiete)을 만들 수 있는 권한을 없애려 했다.

### SPD 의 법안과 그 의도
위에서 PDS에서 제출한 법안은 당시 집권당인 SPD(사민당), Bündnis 90, Greens(독일 녹색당) 으로부터 동의를 얻지 못하였다. 대신에 이 정당들은 그들만의 Entwurf eines Gesetzes zur Verbesserung der rechtlichen und sozialen Situation der Prostituierten (성매매 종사자의 법적, 사회적 지위 향상을 위한 법안의 초고)를 만들었다. PDS가 만든 초고만큼은 아니지만, 역시 성매매 종사자들의 지위를 상향시키는데 목적이 있었다.
이 법안은 성적 서비스의 제공 후에 대금의 지불을 요구하는 것을 보장하려 했다. 즉, 더 이상 부도덕한 행위로 보고 계약을 무효화 시키지 않겠다는 것이었다. 이는 성매매 종사자들이 받지 못한 대금을 받을 수 있도록 했으나, 또한 성매매 종사자들이 부족하게 서비스를 제공한 성매매 종사자들이 클레임의 대상이 될 수 있음을 확실히 했다. 고용 계약에 관해서는 성매매 종사자에 의해서만 효력을 발휘할 수 있었고, 그만둘 때 통보할 필요를 없애고, 종사자들의 행동을 포주가 통제할 수 없게 하려 했다.
형법에 관하여는 180a 조 (1), 2는 숙박 이외의 것을 제공하면 위법으로 판단하기 때문에, 성매매 종사자들에게 좋은 환경을 만드는 데 방해한다고 인식되었다. 성매매 종사자들에게 법적으로 더 쉽게 안전한 노동 환경을 만들기 위해 이 항목을 폐지하는 것이 필수적이라고 생각되었다. 또한 성매매 종사자들이 사회 보장 제도에 가입될 수 있게 하려 했다. 이전 법에서는 정식적인 고용 계약을 통해 사창가를 운영하면 형법 180a(1)조에 따라 포주를 구금할 수 있었다. 따라서 피고용자가 사회 보장 제도(연금, 건강, 나이, 고용보험)의 수혜를 받을 수 없었다. SPD 등의 정당들은 형법상에서 그 외에 변화를 줄 필요는 내용상 없다고 여겼다. 성매매 종사자들의 경제적인 의존성에 관한 형법 180a(1)조는 자유 의지에 반한 의존성을 이용한 단방향의 “억류”는 범죄로 여겼기 때문에 폐지할 의도가 없었다. 성매매 종사자를 착취하는 것을 피하고자 하는 의도와 함께, 성매매 종사자들의 근무환경을 악화시키는 원인으로 여겨지는 형법 181a 조는 PDS법안에서 제안된 바와 같이 폐지하려 했다.

## 법안 내용과 그 의미

### 성매매 관련 법안 내용
독일은 연방차원에서 ‘성매매 여성의 법적관계 규정에 관한 법률’과 형법에서 성매매에 관한 내용을 다루고 있다. 주요 법률 조항은 다음과 같다.

#### 성매매법(Prostitutionsgesetz - ProstG)[5]
그 동안 음지에서 이루어졌던 성매매를 합법화해 성매매 종사자들의 권리를 보호해 준다는 내용의 이 법은 2001년 12월 20일 연방하원(독일 연방의회)에 의해 제정되었으며 제3조에 의해 2002년 1월 1일부터 시행한다.
성매매 여성의 법적 관계 규정에 관한 법률로도 불리는 이 법에는 다음과 같은 조항들이 있다.

제1조 (성적 행위에 대한 청구권 성립에 관한 조항)
제2조 (청구권의 양도 불가, 불이행에 대해 이의를 제기할 권리에 관한 조항)
제3조 (사회보험법상의 고용에 관한 조항)

#### 형법[6]
형법에서는 주로 성매매로 인하여 미성년자나 착취받는 성매매 종사자들의 권리를 보호하는 내용이 담겨 있다. 구체적 조항은 다음과 같다.

제180조 (미성년자의 성적 행위 조력에 관한 금지 조항)
제180a조 (성매매 여성의 착취 금지에 관한 조항)
제180b조 및 181조 (삭제)
제181a조 (포주행위 금지 조항)
제181b조 (제174조 내지 174c조, 제176조 내지 제180조, 181a조 내지 제182조의 경우에 법원은 보호관찰명령을 내릴 수 있다는 조항)
제181c조 (지속적 범죄에 대한 재산형 및 확장적 박탈)
제182조 (18세 미만의 청소년의 성적 남용 금지에 관한 조항)
제184e조 (특정 장소 혹은 특정 시간에서의 불법 성매매의 수행에 대한 금지 조항)
제184f조 (특정 장소에서의 미성년자에 대한 위해적 성매매 금지 조항)
제232조 (성적 착취 목적의 인신매매 금지 조항)

#### 질서위반법[7]
질서위반법 120조 (특정한 장소나 시간에서의 성매매 위반에 관한 금지, 성적인 행위에 대한 문서나 비디오 등에 대한 공론화 금지)

### 성매매 관련법의 의미[8]
성매매에 관련된 법률 제정은 두 가지 의의를 지닌다.
첫 번째는 성매매에 관련된 규제의 해지이다. 그 동안 음지에서 이루어졌던 성매매를 합법화해 성매매 종사자들의 권리를 보호해 준다는 내용이다. 성매매를 법적으로 존중받아야 할 자율적 결정으로 인정하였고, 성매매 종사자들의 불평등한 처우를 개선하였다. 이는 성매매 종사자들의 법적 지위 향상과 노동권리 보장(노동조합을 구성 가능)으로 이어질 수 있다. 성매매가 자율적 결정이라는 것은 성매매 종사자가 원한다면 언제든 어떠한 종류의 계약에 묶일 필요가 없이 그만둘 수 있다는 것을 의미한다. 또한 고용부에서 제공하는 직업 재활 프로그램을 받을 수 있기 때문에 직업을 선택할 자유가 확대된다. 또한 성매매 종사자들이 보다 안전한 환경에서 근로할 수 있게 된다.
두 번째로는 성매매에 관련된 처벌과 규제이다. 이는 성매매가 규제를 해지하는 것이 모든 제약을 없애는 것이 아닌, 임금체불, 폭력 등으로 유린될 수 있는 성매매 종사자의 인권을 보호하기 위함을 뜻한다. 성매매 종사자를 착취하는 행위나 성매매를 하도록 부추기는 행위, 성매매 알선, 포주행위, 미성년자에 대한 성매매 등은 처벌한다.

## 기민련/기사련의 반대 의견
반면 당시 야당이었던 기민련/기사련은 이 성매매 합법화에 반대 입장을 보였다. 성매매 합법화 과정에서 있었던 이슈는 크게 성매매의 개념과 성질에 관한 이해 논쟁과, 성매매 합법화 이후의 정책적 실효성 논쟁으로 나누어 볼 수 있다.

### 성매매의 개념과 성질에 대한 이해 논쟁[9]

#### 성매매의 사회적 실재성
성매매 합법화에 대한 찬성측은 성매매는 그 역사가 오래되었고 사회적 실재(gesellschaftliche Realität)이므로 성매매를 근절시키기 어렵다고 주장하였다. 따라서 합법화를 통한 체계적 관리가 유리하다는 입장을 보였다. 기민련과 기사련 또한 성매매가 사회적으로 실재한다는 것을 부인하지는 않았다. 하지만 사회적으로 실재한다고 해서 모두 정상적 일상(normalitat)이라고 볼 수는 없다는 입장이었다. 즉 도둑질이나 살인 등이 사회에서 일어난다고 해서 그것을 인정할 수는 없다는 것과 같은 맥락이다.

#### 풍속성 여부
선량한 풍속(gute sitten)이란 1901년 독일 제국법원이 제시한 개념으로,‘모든 독일인이 지당하고 알맞다고 생각하는 몸가짐(das Anstandsgefühl aller billig und gerecht Denkenden)을 말한다. 합법화 반대 진영인 기민련과 기사련의 시각에서 성매매는 관습에 어긋나는 비풍속적 행위이다. 또한 독일 헌법 중 기본법 2조에 따르면 누구나 개성표현과 신장의 권리를 갖지만 이는 다른 사람의 권리나 헌법 질서 그리고 풍속법(Sittengesetz)에 어긋나지 않는 범위 내에서만 허용된다고 명시되어있다. 성매매는 전통적으로 비풍속적 영역에 속해 있으므로 성매매 합법화가 헌법에 어긋난다는 것이다.

#### 성매매의 특성
성매매는 그 과정에서 여성에 대한 남성의 착취성, 강제성, 폭력성이 발현된다. 이 부분에 대해서는 합법화에 찬성하는 측과 반대하는 측이 모두 같은 입장을 보였다. 성매매 합법화에 찬성하는 측은 이러한 특성 때문에 또 다른 직업군으로의 분류를 통해 체계적 관리가 필요하다고 주장하였다. 이와 반대로 기민련과 기사련에서는 이러한 특성은 인간의 기본 권리를 파괴하므로 아예 직업으로서 인정할 수 없다는 입장을 표명했다.

### 성매매자보호법 제정 후 실효성에 대한 논쟁[11]

#### 사회적 인정과 노동인권 문제
기민련과 기사련에서는 성매매를 합법화해도 성 노동자들에게는 불법이라는 낙인만 지워질 뿐 사회적 인정이나 노동인권에 대해서는 전혀 달라질 것이 없다고 주장했다. 성매매 합법화를 통해서 노동자로서의 지위를 인정받으면 높은 사회 보험료를 지불해야 하고, 이는 성매매 대금의 상승으로 이어진다. 성매매 대금의 상승은 성매매 종사자가 아닌 포주의 이익으로 돌아갈 가능성이 크고, 이를 원치 않는 성매매 종사자들은 여전히 사회보험에 가입하지 않고 불법의 영역에 남아있을 가능성이 크다고 지적했다.

#### 인신매매 문제
성매매 합법화를 반대하는 입장에서는 성매매와 인신매매가 뗄 수 없는 관계라는 것이라고 주장했다. 불법적 인신매매를 통하여 이루어지는 합법성의 탈을 쓴 성매매 형태의 경우, 우선 성매매 자체는 법을 위반한 것이 아니므로 경찰이 개입할 여지가 좁아진다. 이는 조직적인 인신매매 범죄로 이어질 가능성이 크다. 또한 인신매매를 통해 유입되는 대부분이 불법체류자 등이므로 실질적으로는 여성 보호의 효과가 적다는 내용이다.

## 성매매 합법화로 인한 효과

### 성 산업 규모
2002년 성매매 합법화 이후 독일은 “유럽의 성매매 업소”로 불릴 정도로 성매매 업소가 기하급수적으로 늘어났으며, 독일 내의 성매매 업소는 3,000여개 가까이 되고 수도인 베를린에만 약 500여 곳이 넘는 성매매 업소가 운영 중에 있다.
약 40만 명의 성매매 종사자 중 2/3 정도가 외국에서 독일 성 산업으로 유입되었다. 2009년 통계에 따르면 독일 성 산업에서 일하고 있는 외국 여성의 수는 약 65%이다. 중부·동부유럽 출신이 약 69%, 아시아 출신이 15%, 라틴아메리카 출신이 10%, 아프리카 출신이 약 5%에 다다르며, 이곳으로 유입되는 여성의 국적은 총 42개국에 달한다. 하루 평균 성 구매 남성의 수는 약 100만 명에 이르며 이들은 유럽은 물론 아시아, 중동, 북미 지역에서 오는 것으로 알려져 있다.

### 성매매 종사자 처우
경쟁으로 인해 수입 측면에서 성매매 종사자의 처우가 더 악화되었는데, 고정요금 약 42~49유 로(한화로 약 6만~7만원 정도)에 성구매자가 원하는 만큼 성행위를 할 수 있거나 10유로(약 1만 4천원 정도)에 성매매를 하는 등.
성매매 종사자의 근무시간은 늘어난데 반해 수입은 더 낮아지는 현상이 발생했기 때문이다.

### 사회보장 및 규제관련 실상
성매매 합법화 여부와 상관없이 성매매 종사자에 대한 사회적 인식은 매우 낮은 편이며, 그로 인한 편견과 낙인 역시 사라지지 않았다.
성매매 종사자들 역시 자신의 익명성을 포기하기를 원치 않기 때문에 이들이 ‘고용자’로 등록하는 경우는 극히 적었다.
합법화로 성매매 업소에 대한 감독이 줄어든 반면, 업소를 규제하는 세부적인 법률은 제정되지 않아 실재 성매매 여성에 대한 착취는 더 심해진 것으로 나타났다.
사업등록, 근로감독, 건물관리, 면허취득, 사회보장은 물론 근무시간, 병가 등에 대한 내용도 사실상 성매매 업종 영역에는 전무하다고 보아야 한다.
성매매 합법화로 인해 인신매매로 의심되는 경우를 적발할 기회가 사라졌으며, 인신 매매 피해의 증명은 물론 포주나 인신매매범에 대해 구체적인 진술을 해야 하는 등 피해자는 피해사실을 모두 증명해야 하는 상황이다.

### 연방법의 한계
성매매문제에 포괄적으로 접근할 수 있는 법체계가 성매매법으로 도입된 것은 아니었다는 점이다. 독일에는 각 주의 이익에 관계된 재정 및 행정 분야의 입법이나 독일 기본법에 영향을 미치는 법안에 대해서는 독일 연방상원에 거부권이 있으며, 이러한 법안은 연방상원이 동의해야 통과된다는 원칙이 있다.
독일 연방하원(Bundestag)(독일 연방의회)에서는 연방상원의 동의 없이 법안을 처리하기 위해 주정부 관할인 영업권(Gewerbrecht)등은 그대로 두었다. 결국, 성매매를 다루는 ‘성매매법’과 ‘형법’은 모두 연방법이지만,‘성매매 가능 지역의 지정’,‘건축 관련 조항’,‘공공질서와 치안유지’등의 직접적 관리는 주정부 소관이여서 실질적으로 연방 차원에서 성매매를 규제할 수 있는 권한은 없는 상태가 되었다.

## 최근의 정책 동향
하지만 현재 기민당 소속 앙겔라 메르켈 총리가 이끄는 내각은 성매매를 강력히 규제하는 방향으로 정책 노선을 변경하는 중이다. 2013년 6월 연방하원(Bundestag)은 성매매 업소 규제 강화 법안을 통과시켰으며, 독일 연방상원(Bundesrat)이 해당 법을 통과하면 성매매 업소는 해당 주정부 노동당국의 감시와 감독을 받게 될 예정이다. 성매매 업소가 영업허가를 받으려면 성매매 종사자의 이익을 침해하지 않아야 하고, 지역주민의 권리 역시 보호해야하는 등 조건을 충족해야 한다. 아울러 인신매매의 경우 더욱 강력하게 처벌할 예정이다.
위 법안은 2015년 7월 성매매 규제를 강화하는 법안이 효력이 생긴다. 법안의 구체적인 내용으로는 콘돔사용의 의무화, 성매매 여성 건강상담책, 인신매매 방지책, 성매매 여성 위생개선책 등이 있다.

## 같이 보기
성매매 성매매 특별법